# Palazzo Cirella
Le palazzo Cirella est un grand palais du centre historique de Naples situé via Toledo au numéro 228, datant de la fin du XVIIIe siècle.

## Histoire et description
Ce palais appartenait à la famille Catalano Gonzaga qui possédait le titre nobiliaire de ducs de Cirella. 
Il possède une belle cour d'honneur avec un fond inspiré du style de Luigi Vanvitelli, où l'on trouve une niche ornée d'une sculpture d'époque maniériste tardive et un grand escalier d'honneur.
L'édifice est important d'un point de vue historique, car les révolutionnaires de 1848 ont dressé des barricades devant sa façade. Les propriétaires de l'époque, d'opinion libérale, étaient opposés aux Bourbons et le frère du duc Catalano Gonzaga fut condamné à mort par contumace.
C'est aujourd'hui un immeuble d'habitations.

## Illustrations

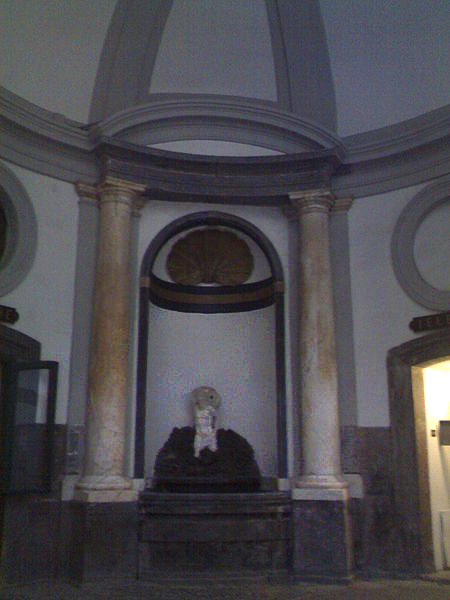
La fontaine
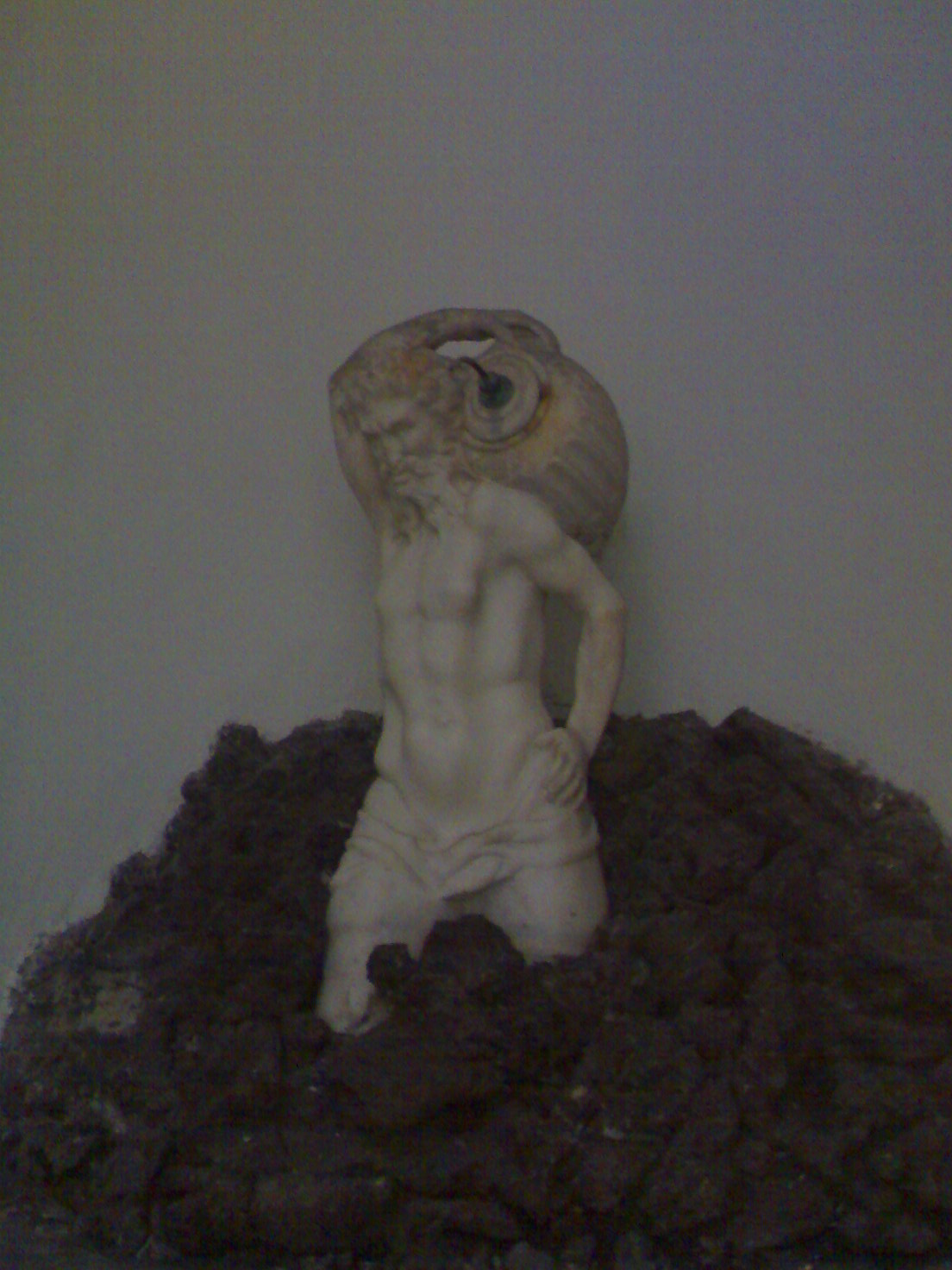
Détail de la fontaine
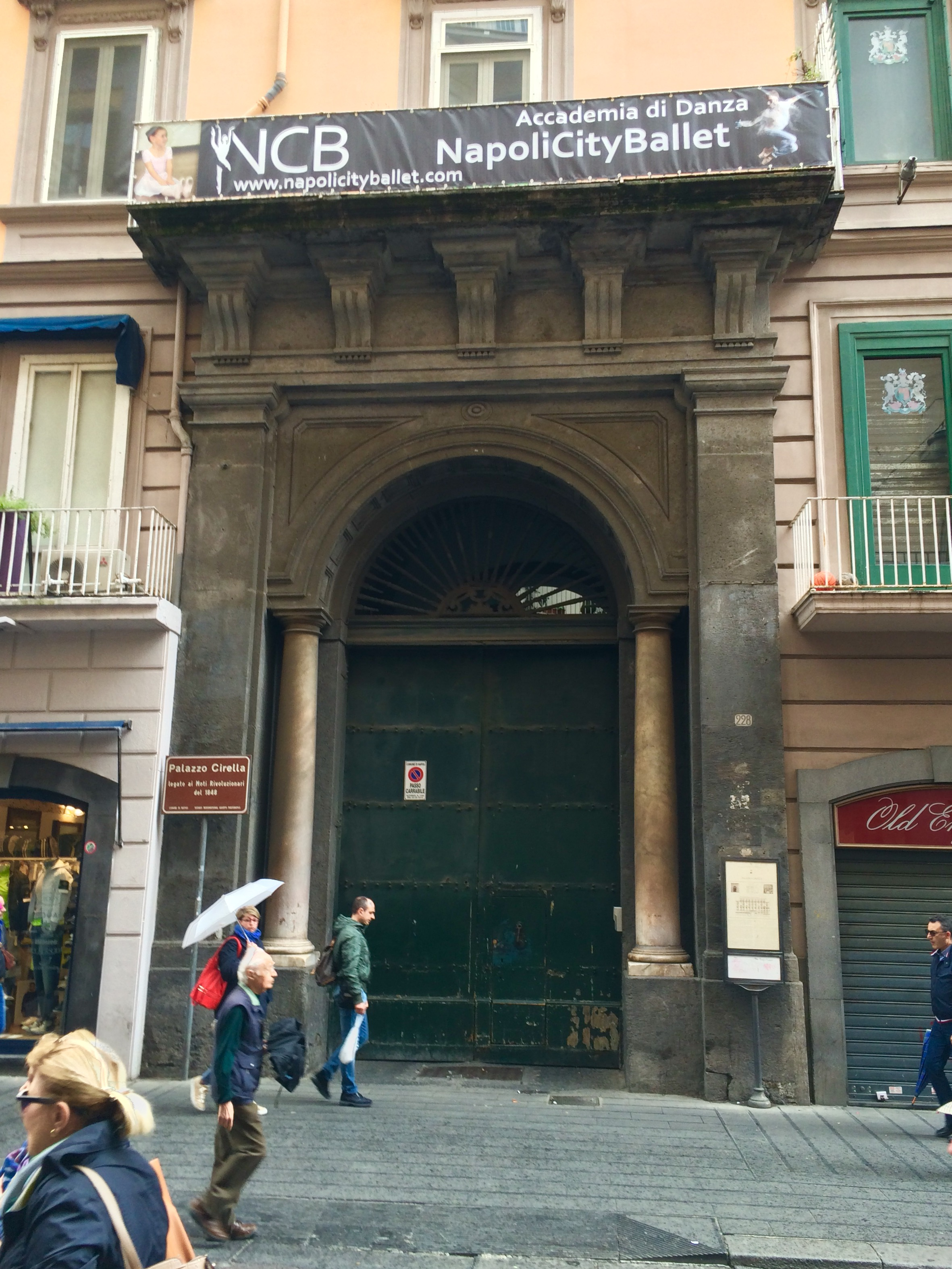
Le portail d'honneur

## Source de la traduction
- (it) Cet article est partiellement ou en totalité issu de l’article de Wikipédia en italien intitulé « Palazzo Cirella » (voir la liste des auteurs).